# Antonio Colombo
Antonio Colombo (Milano, 18 marzo 1938) è un ex calciatore italiano.

## Carriera
Elegante mediano trasformato successivamente in difensore puro, cresce calcisticamente in una squadra della sua città, l'A.C. Milanese, con cui disputa i primi campionati dilettantistici. Passa, nel 1959 al Seregno e diventa titolare in Serie D. Dopo un significativo campionato passa al Forlì dove si mette definitivamente in luce.
Approda pertanto, nel 1961 al Genoa che sta allestendo una formazione di prestigio per ritornare in Serie A. Accanto a Firmani, Bean, Fongaro, Frignani e Occhetta con Gei allenatore, Colombo è fra i protagonisti di un campionato di Serie B che vede il Genoa promosso nella massima serie. Seguono per Colombo tre campionati di Serie A come titolare che lo vedono anche promosso al ruolo di capitano dopo la cessione di Occhetta.
Nel 1965 il Genoa retrocede di nuovo in Serie B e Colombo viene ceduto alla neopromossa SPAL di Paolo Mazza che, per avere la comproprietà di Colombo, cede al Genoa la metà dell'emergente Ranzani. Colombo, assieme a Riccardo Innocenti e Franco Carrera, è il rinforzo della SPAL che consente alla squadra allenata da Francesco Petagna di salvarsi e, come Innocenti e Carrera, a fine campionato Colombo lascia Ferrara.
A differenza del centravanti valtellinese però Colombo torna in Serie B, riscattato dal Genoa che inizialmente non lo schiera neppure titolare. Successivamente torna titolare in gennaio del 1967 e riacquista pure, con il successore dell'allenatore dimissionario Ghezzi, Tabanelli, la fascia di capitano.
L'anno successivo Colombo parte titolare con il nuovo allenatore e suo ex compagno di squadra Fongaro, ma viene rispedito fra i rincalzi con l'arrivo di Campatelli.
Conclude la carriera con una promozione del Seregno e poi a novembre del 1968 gioca un altro campionato di Serie C con il Rapallo Ruentes per chiudere definitivamente con il calcio giocato nel 1969. Ha intrapreso la carriera di allenatore soprattutto di squadre minori e giovanili.

La rosa della SPAL 1965-66, anno delritorno in Serie A, Colombo è l'ultimo in piedi da sinistra

## Palmarès

### Giocatore

#### Competizioni nazionali
- Serie B: 1

Genoa: 1961-1962

#### Competizioni internazionali
- Coppa delle Alpi: 1

Genoa: 1962